# Burgstall Schlossgraben
Der Burgstall Schlossgraben ist eine abgegangene hochmittelalterliche Wasserburg, die sich einst südwestlich von Westheim am Rande des Auwaldes erhob. Der heutige Burgstall befindet sich in etwa 1400 Meter Entfernung von der Ortsmitte der Gemeinde Westheim im mittelfränkischen Landkreis Weißenburg-Gunzenhausen in Bayern. Über die Turmhügelburg (Motte), die am Nordrand des mit über 140 Grabhügeln größten Grabhügelfeldes Mittelfrankens liegt, ist bis heute nichts bekannt. Heute sind von dem als Bodendenkmal geschützten Objekt noch ein durch Wegebau gestörter Turmhügel mit teilweise erhaltenen Außenwällen sichtbar.

## Geschichte
Geschichtliche Daten über die Wasserburg im Auwald, in der dortigen Waldabteilung „Im Schloss“, sind nicht bekannt. In der älteren Literatur wird sie dem Westheimer Ortsadelsgeschlecht zugerechnet, aktuell wird sie als Stammsitz der Herren von Auhausen gedeutet, die Reichsministerialen waren auch in Westheim begütert. Die Auhauser, die vermutlichen Stifter des Klosters Auhausen, waren wohl identisch mit den Ministerialen von Alerheim, sie hatten beide den gleichen Leitnamen Hartmann.
Die Burg, die vermutlich am Ende des 11. Jahrhunderts gegründet wurde, verfiel bereits während des 12. Jahrhunderts wieder, Grund dafür war der Wegzug der Herren von Auhausen auf die Lobdeburg in Thüringen. Das genaue Datum des Umzuges ist nicht bekannt, lag aber vor oder im Jahr 1133, in diesem Jahr erschien ein Hartmann „de [= von] Ahusen“ in einer Urkunde des Bischofs Udo I. von Thüringen in Naumburg. Danach wurde die Burg wohl aufgelassen und verfiel anschließend.

## Beschreibung
Der zweiteilige Burgstall liegt in einer Niederung des Finkenbaches am Nordrand des Auwaldes. Die etwa 140 mal 100 Meter messende Anlage besteht aus einer Kernburg mit einem Turmhügel, und einer Vorburg. Der größtenteils oval rundliche, an der Nordwestecke aber eckige Turmhügel hat einen Durchmesser von etwa 20 Meter, und wird ringsum von einem im Norden bis zu 20 Meter, und im Süden bis zu zehn Meter breiten und früher mit Wasser gefüllten Graben umgeben. Vor dem Ringgraben liegt noch ein unregelmäßig ovaler Außenwall, der im Norden eine Breite von zehn Meter und eine Höhe von 2,50 Meter aufweist, im Süden noch sieben Meter breit und einen Meter hoch ist.
Auf dem Plateau des Hügels waren im Jahr 1950 noch Mauerwerksreste und Keramikscherben zu finden, es wurde aber in jüngerer Zeit teilweise eingeebnet, auch der Ringwall wurde dabei im südöstlichen Bereich zerstört.
Im Nordwesten schließt sich der Kernburg eine etwa 130 mal 160 Meter große Vorburg an, ihr Gelände wird heute landwirtschaftlich genutzt. Auch die Vorburg war früher durch einen unregelmäßig trapezförmigen Wall umgeben. Von ihm ist nur der Teil im Süden noch gut erkennbar, der Rest wurde eingeebnet. Auch südlich der Kernburg befinden sich noch Spuren von einstiger Bebauung, hier liegt unmittelbar am Außenwall eine etwa quadratische Grube, die eine Seitenlänge von etwa 20 Meter aufweist, das Aushubmaterial wurde zu einem ringsum verlaufenden Wall aufgeschüttet. Sie war nach den Geländegegebenheiten mit Wasser gefüllt, ihr Zweck ist unbekannt.